# Karmelitinnenkloster Avranches
Das Karmelitinnenkloster Avranches ist ein Kloster der Karmelitinnen in Avranches, Département Manche, im Bistum Coutances in Frankreich.

## Geschichte
Der Karmel von Fontainebleau (1874–1974) gründete 1890 in Merville (westlich von Lille) ein Karmelitinnenkloster, das vor der Dritten Republik über Jersey nach Corroy-le-Château (Ortsteil von Gembloux) in Belgien floh. Da das Kloster Merville im Ersten Weltkrieg zerstört wurde, wechselten die Schwestern 1921 bei der Rückkehr nach Frankreich in ein Haus in Avranches und bauten von 1936 bis 2000 eine Kapelle (mit Fenster von Gabriel Loire) und das Klostergebäude. Das Kloster liegt am Boulevard du Luxembourg 59. Der Konvent zählt derzeit 11 Schwestern.
Das Kloster ist nicht zu verwechseln mit der Congrégation des Soeurs de Notre Dame du Mont Carmel in der Rue de Brémesnil Nr. 9, ebenfalls in Avranches.